# Behrendt Mountains
Die Behrendt Mountains sind eine Gruppe von Bergen, die sich in Form eines Hufeisens über eine Länge von 32 km mit der Öffnung nach Südwesten etwa 11 km südwestlich der Merrick Mountains im westantarktischen Ellsworthland verteilen.
Entdeckt und aus der Luft fotografiert wurden sie durch Teilnehmer der Ronne Antarctic Research Expedition (1947–1948) unter der Leitung des US-amerikanischen Polarforschers Finn Ronne. Das Advisory Committee on Antarctic Names benannte sie nach dem US-amerikanischen Seismologen John Charles Behrendt (* 1932), Mitarbeiter auf der Ellsworth-Station im Jahr 1957, der 1961/62 einen Erkundungstrupp über die Antarktische Halbinsel in das Gebiet dieser Gebirgsgruppe leitete und 1963/64 sowie 1965/1966 Untersuchungen im Marie-Byrd-Land bzw. in den Pensacola Mountains unternahm.